# Majones
Majones (Moxons en aragonés) es una localidad española perteneciente al municipio de Canal de Berdún, en la Jacetania, provincia de Huesca, Aragón.
Situado a 672 metros de altitud, sobre la orilla derecha del río Fago, también llamado Majones, afluente del Veral que, a su vez, desemboca en el Aragón.
Se encuentra a la entrada meridional de la Foz de Fago, en un entorno natural catalogado como “Paisaje Protegido”, que le hace especialmente atractivo para el avistamiento de aves.

## Organización municipal
Fue municipio hasta principios del siglo XX cuando se incorporó al de Berdún. En 1970 se constituyó el municipio de Canal de Berdún, integrado por Berdún, Biniés, Martés, Villarreal de la Canal y Majones.

## Demografía
| Gráfica de evolución demográfica de Majones entre 1842 y 1920 |
| |
| Población de derecho según los censos de población del INE Población de hecho según los censos de población del INEEntre el censo de 1857 y el anterior, crece el término del municipio porque incorpora a Huértalo Entre el censo de 1930 y el anterior, este municipio desaparece porque se integra en el municipio Berdún |

- 1495: 32  fuegos (155 habitantes aproximadamente)
- 1857: 173 habitantes
- 1900: 232 habitantes
- 2018: 10 habitantes

## Toponimia
Aparece citado en la documentación histórica a partir de 920 como Majones, Maxonis, Maxones, Maxons, Mangones, Masconis, Maszonis, Mazones y Kastelum Mangones.

## Historia
Se tiene noticia de que a mediados del siglo XI existía una torre de vigilancia que estaba en línea visual con las de Villarreal y Huértalo. Su misión principal sería controlar la frontera con el vecino reino de Pamplona. 
Un documento de  1059 da cuenta de que el “senior Fortunio Manxonis de Maxones” murió en Loarre luchado contra los musulmanes y fue enterrado en el monasterio de san Juan de la Peña. 
Ramiro I en su testamento de 1061 menciona la existencia en Majones de un monasterio dedicado al Santo Ángel.
Se tiene constancia de que perteneció al priorato monástico de san Martín de Cillas, éste en 1100 pasó a depender del monasterio de san Juan de la Peña y con él también pasó a su jurisdicción Majones.
En 1409 Martín I lo convirtió en un señorío nobiliario al entregarlo a Pedro de Torrellas, en 1436 pasó a la jurisdicción de García de Vera, cuyos descendientes lo poseyeron hasta el siglo XIX.

## Arquitectura

### Parroquia del Salvador

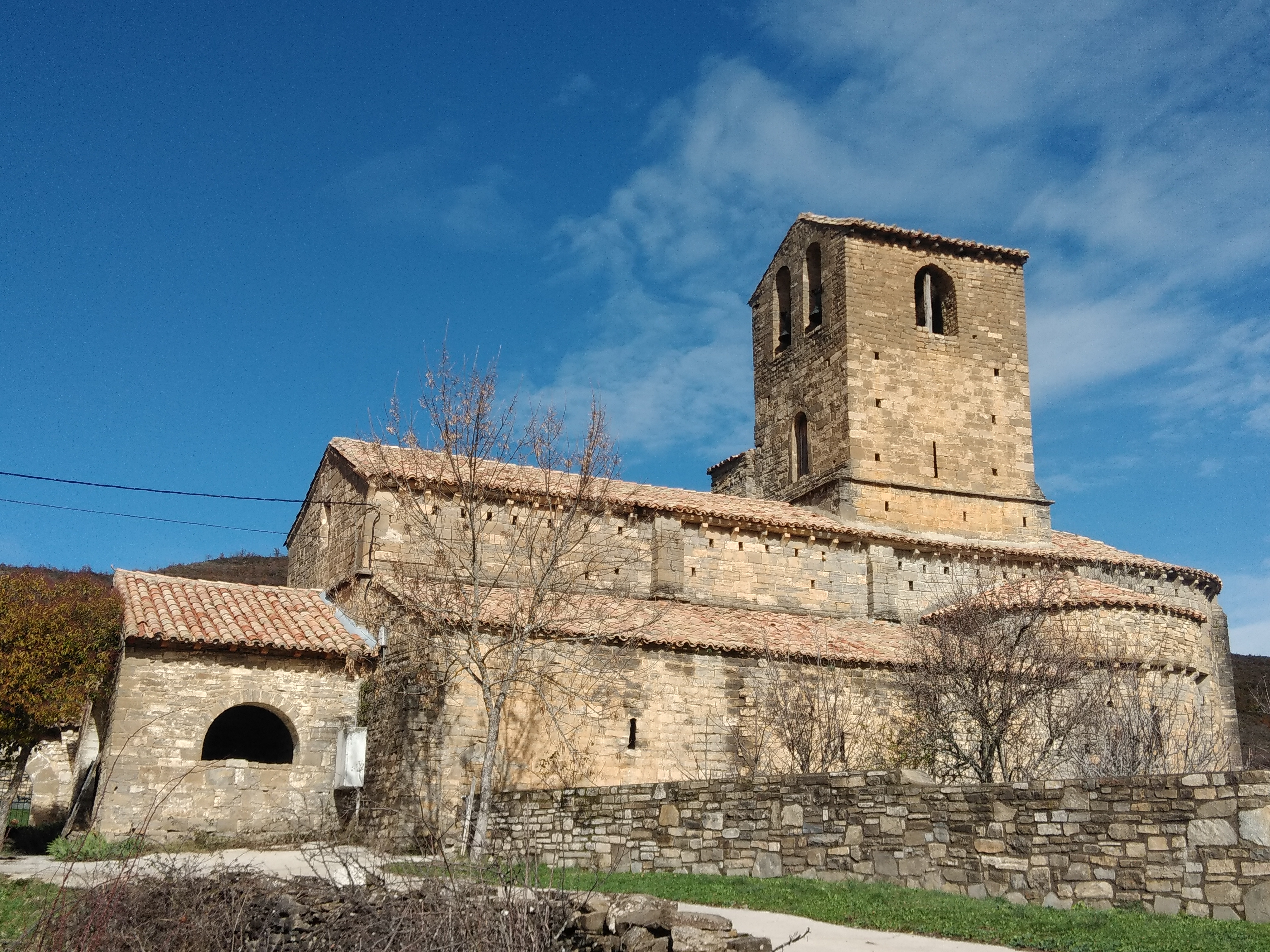
Parroquia del Salvador, de derecha a izquierda se contempla el ábside principal y el del crucero sur, así como la capilla panteón añadida a la nave principal

Es románica, de finales del siglo XII, de influencia jaquesa. Tiene planta de cruz latina, ábside románico con tres ventanas con derrame interior. Los brazos del crucero acaban, así mismo, en ábsides semicirculares con una ventana, lo que constituye un elemento poco frecuente en la arquitectura románica. Por este motivo constituye una iglesia de planta de cabecera trebolada, que en Aragón se vuelve a encontrar, por ejemplo,  en la ermita de los Dolores en Montflorite, san Juan de Toledo de Lanata y santa María de Badaín.
Tiene una nave, que está cubierta con bóveda de medio cañón reforzada con tres arcos fajones apuntados, que descansan en columnas adosadas al muro con capiteles vegetales e historiados.
Posteriormente se añadió una capilla en el lado sur destinada a panteón familiar, comienza en el crucero y llega hasta los pies de la nave; en el muro norte se construyó la sacristía; por su parte, los ábsides de los brazos del crucero fueron recrecidos hasta alcanzar el nivel de la nave principal.
En el siglo XVI se construyó  al pie de la nave el coro elevado; la pila bautismal también corresponde a esta ápoca.
En el siglo XVII se levantó una bóveda en el crucero sobre la que se erigió posteriormente la torre campanario.
El retablo central está dedicado al Salvador, que aparece bendiciendo y con el orbe en la mano izquierda; en la hornacina superior se encuentra la talla del abad san Gil, patrono de la localidad. Es obra del escultor Juan Francisco de  Ubalde, pertenece  a la segunda mitad del XVIII y su estilo es rococó. El retablo es de madera dorada y policromada, consta de banco, cuerpo principal con tres calles y termina en un ático.

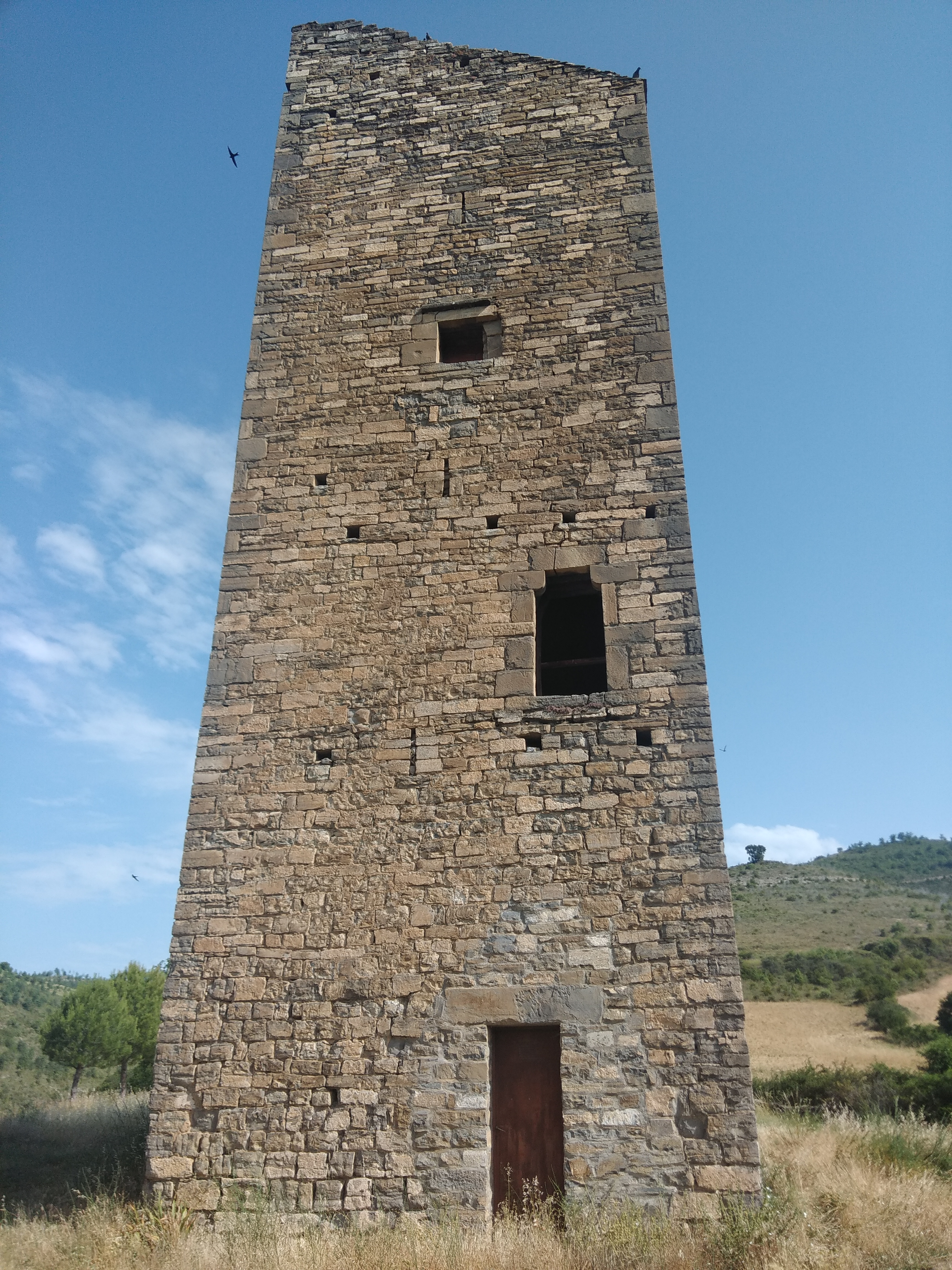
Torre vigía. Se observa la puerta originaria en la planta segunda, la de la planta primera es moderna

El retablo lateral, situado en el lado del evangelio, está destinado a san Antonio de Padua y se atribuye Juan Francisco de Ubalde, autor del retablo principal.

### Torre fortificada
Debió de existir una fortificación desde mediados del siglo XI con la misión de controlar la cercana frontera con el reino de Pamplona.
El edificio actual data del siglo XV y por su tipología se puede relacionar con las casas torreadas que abundan en la comarca. Se trata de una sólida torre de planta cuadrada con cinco pisos. En el lado sur encuentra la puerta elevada, abierta en la segunda planta, con el fin de facilitar la defensa e impedir el acceso de los asaltantes; la puerta adintelada situada debajo, en la planta baja, es moderna. Los vanos se reducen a saeteras y a una ventana adintelada. La cubierta con una sola vertiente es posterior y al ser construida mutiló el remate de la torre.
Esta construcción atestigua los momentos de gran inseguridad que se vivieron en el Alto Aragón durante los siglos XV y XVI, fundamentalmente debida a los conflictos nobiliarios, a los fronterizos con el reino de Francia, y a la existencia de bandoleros en esta zona con hábitat disperso y, por tanto, insegura.

## Fiestas
Se celebraban el 1 de septiembre en honor de san Gil. En la actualidad se han trasladado en torno al 15 de agosto 

## Galería de imágenes

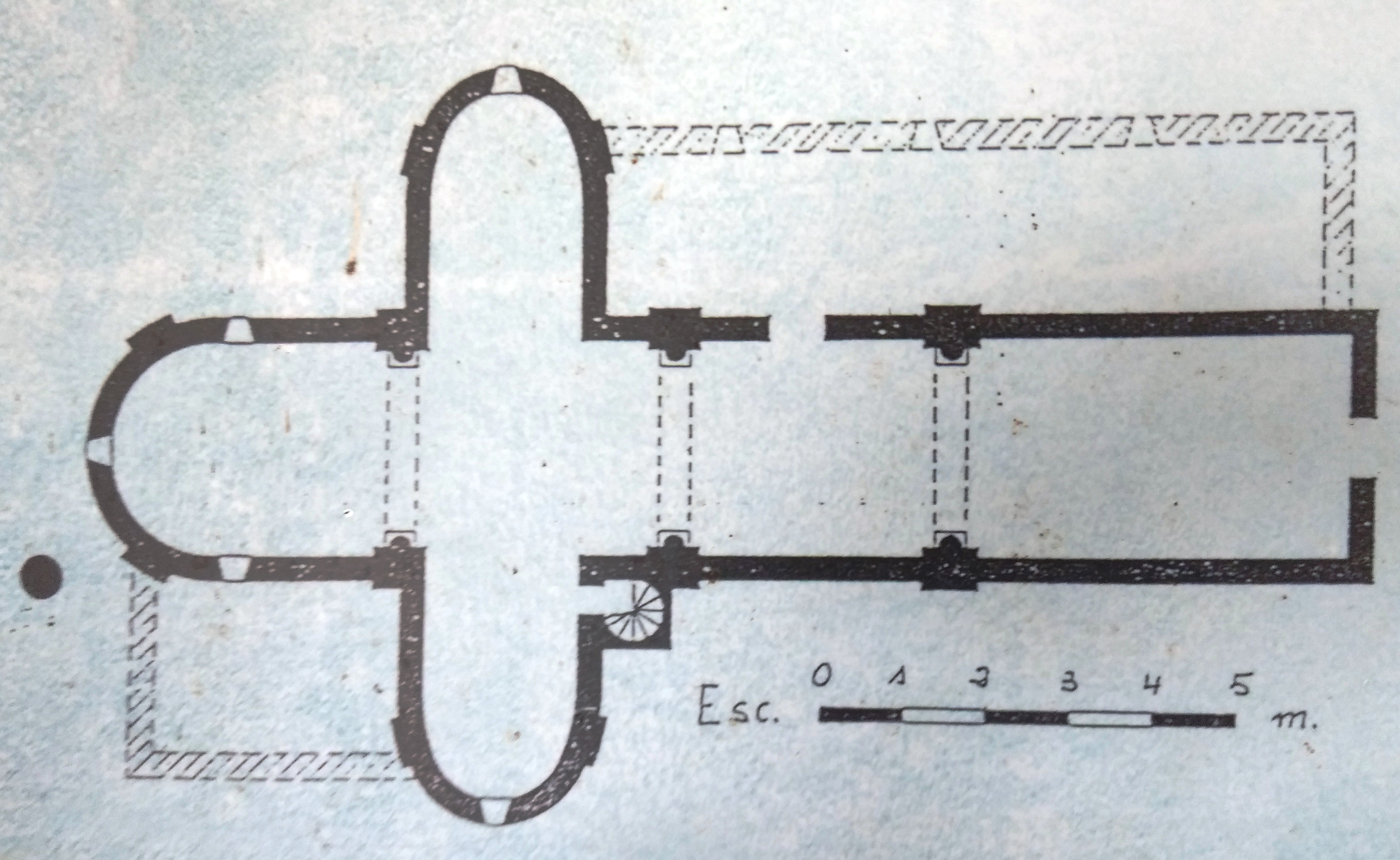
Planta de la iglesia románica
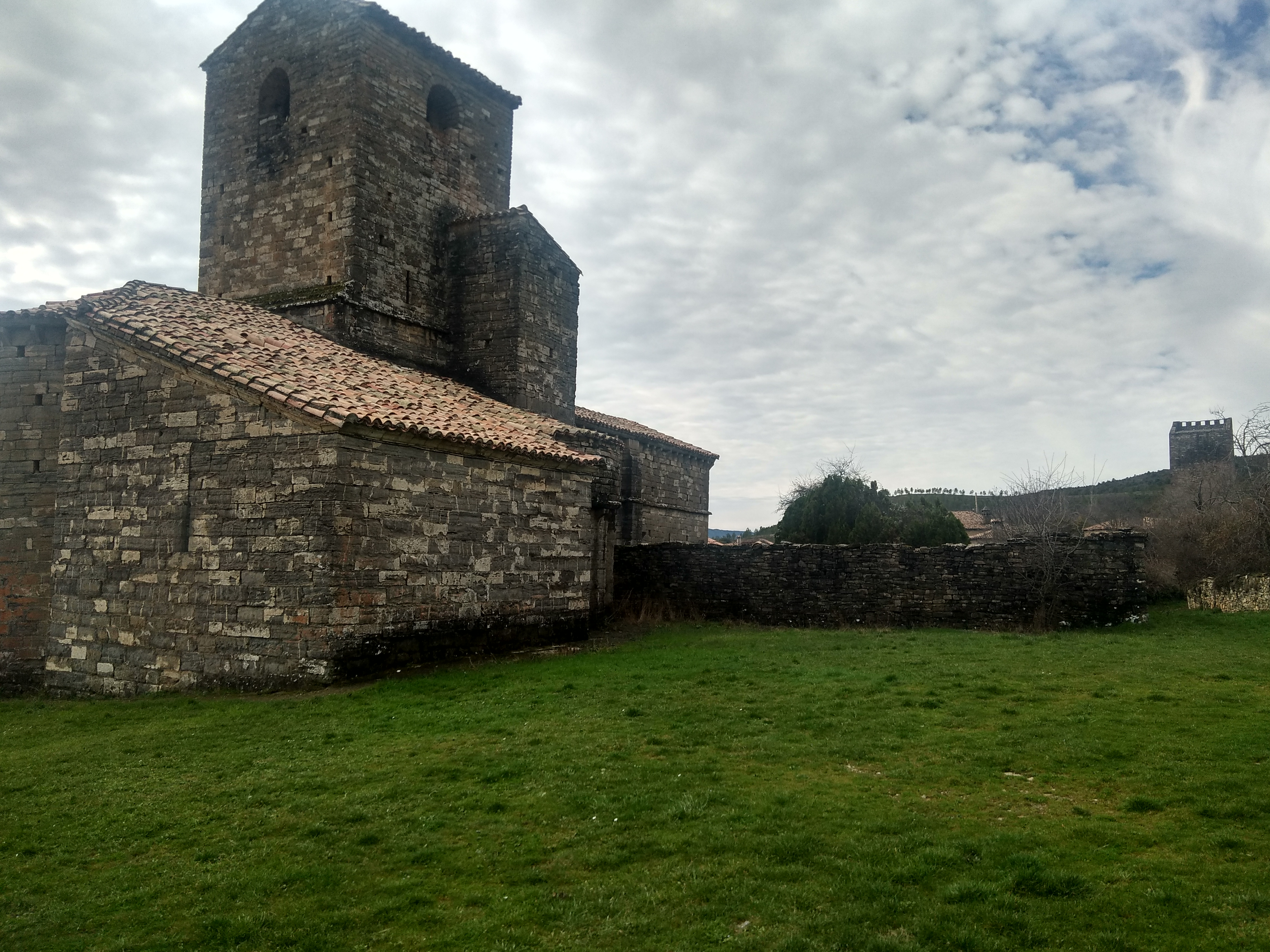
Iglesia románica y, al fondo, la torre medieval
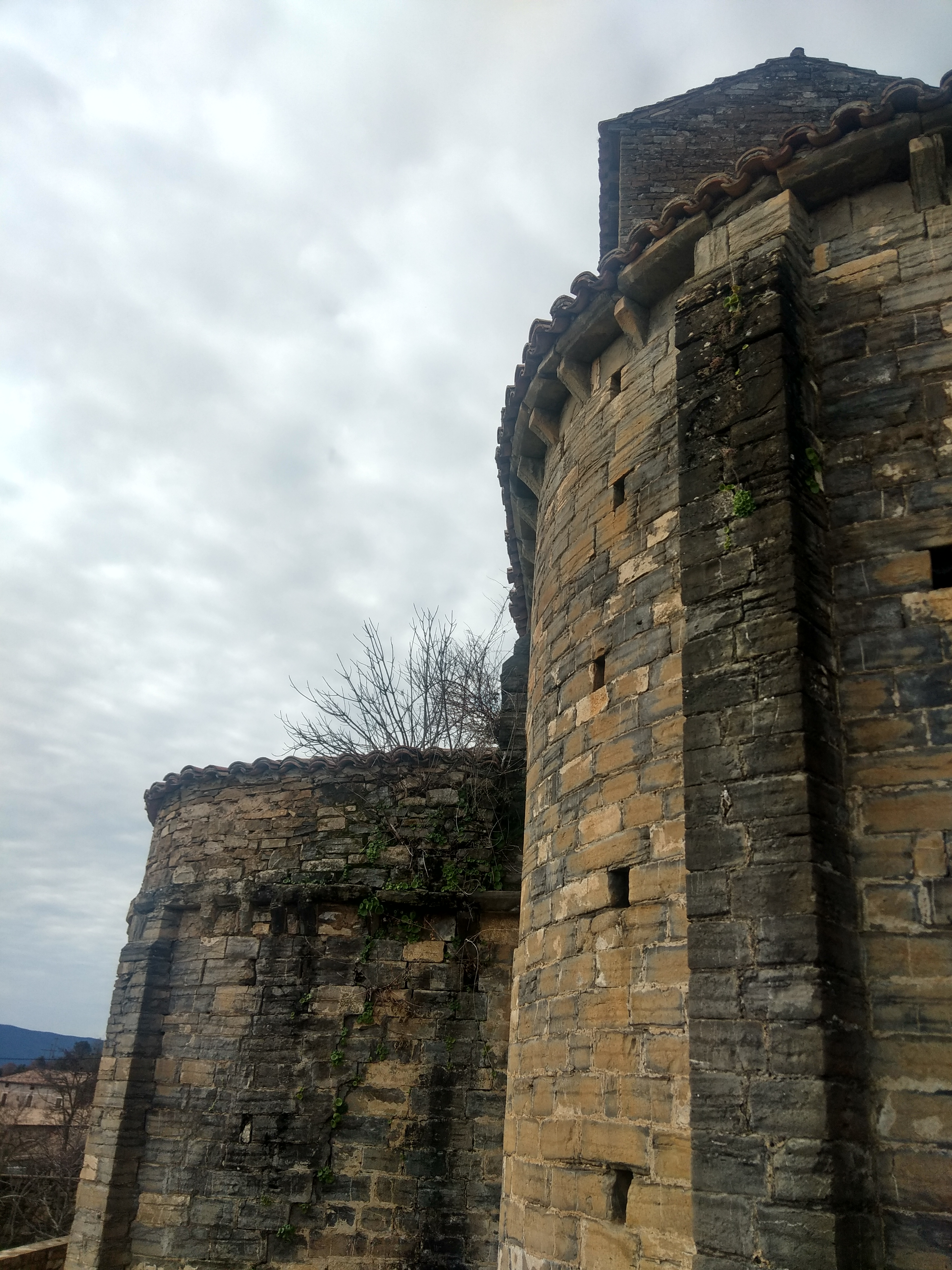
Iglesia, ábsides románicos
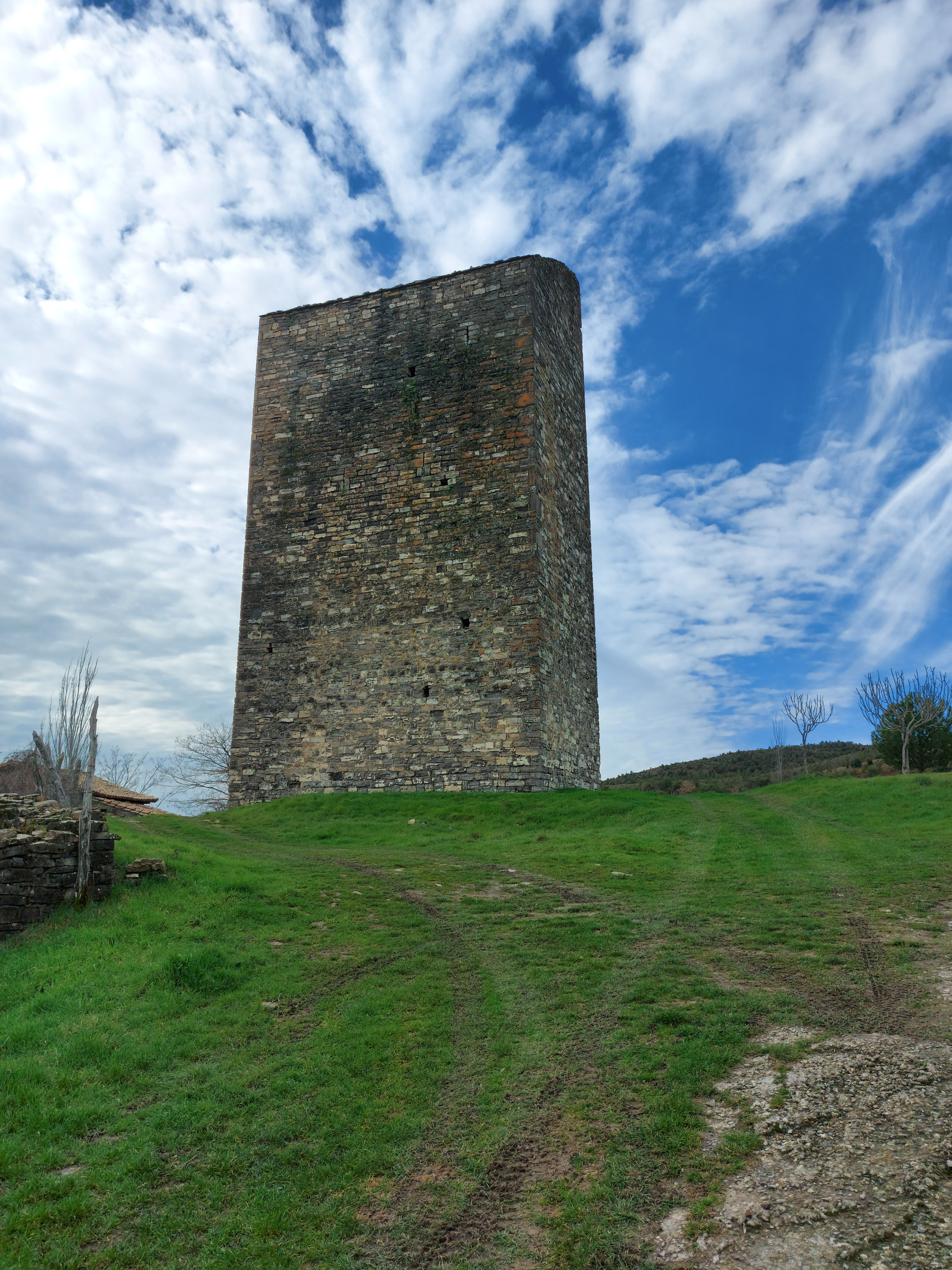
Muro este de la torre medieval

## Enlace exterior
Guía Digital del Arte Románico. Majones

## Categorías
- Datos: Q11211926
- Multimedia: Majones / Q11211926